# 할 슈마커
해럴드 헨리 슈마커(영어: Harold Henry Schumacher, 1910년 11월 23일~1993년 4월 21일)는 "프린스 할"(영어: Prince Hal)이라는 별명으로 알려진 미국의 프로 야구 선수이다. 메이저 리그 베이스볼(MLB)의 뉴욕 자이언츠에서 우완 투수로 뛰었다.